# イ・スヨル
イ・スヨル（이수열、1982年 - ）は、韓国のソフトテニス選手。

## 来歴
達城郡庁所属　2015世界ソフトテニス選手権においてダブルスで金メダルを獲得。ダブルスでのプレースタイルは後衛。

## 四大国際大会戦績
- 2015世界ソフトテニス選手権　　ダブルス金メダル　国別対抗団体戦銀メダル
- 2019世界ソフトテニス選手権　　ダブルス銅メダル　国別対抗団体戦銀メダル